# The Leathercoated Minds
The Leathercoated Minds byl americký hudební projekt, který vedli producent Snuff Garrett a hudebník JJ Cale. Byl aktivní v Los Angeles a to pouze jako studiová kapela. V roce 1967 kapela vydala své jediné album s názvem A Trip Down the Sunset Strip, které obsahuje převážně coververze (autorem ostatních písní je Cale). Kromě Calea se na albu podíleli Roger Tillison, Terrye Newkirk, Bill Boatman, Gary Gilmore, Chuck Blackwell, Jimmy Junior Markham a Jimmy Karstein.